# Hohenwarth (Landkreis Cham)

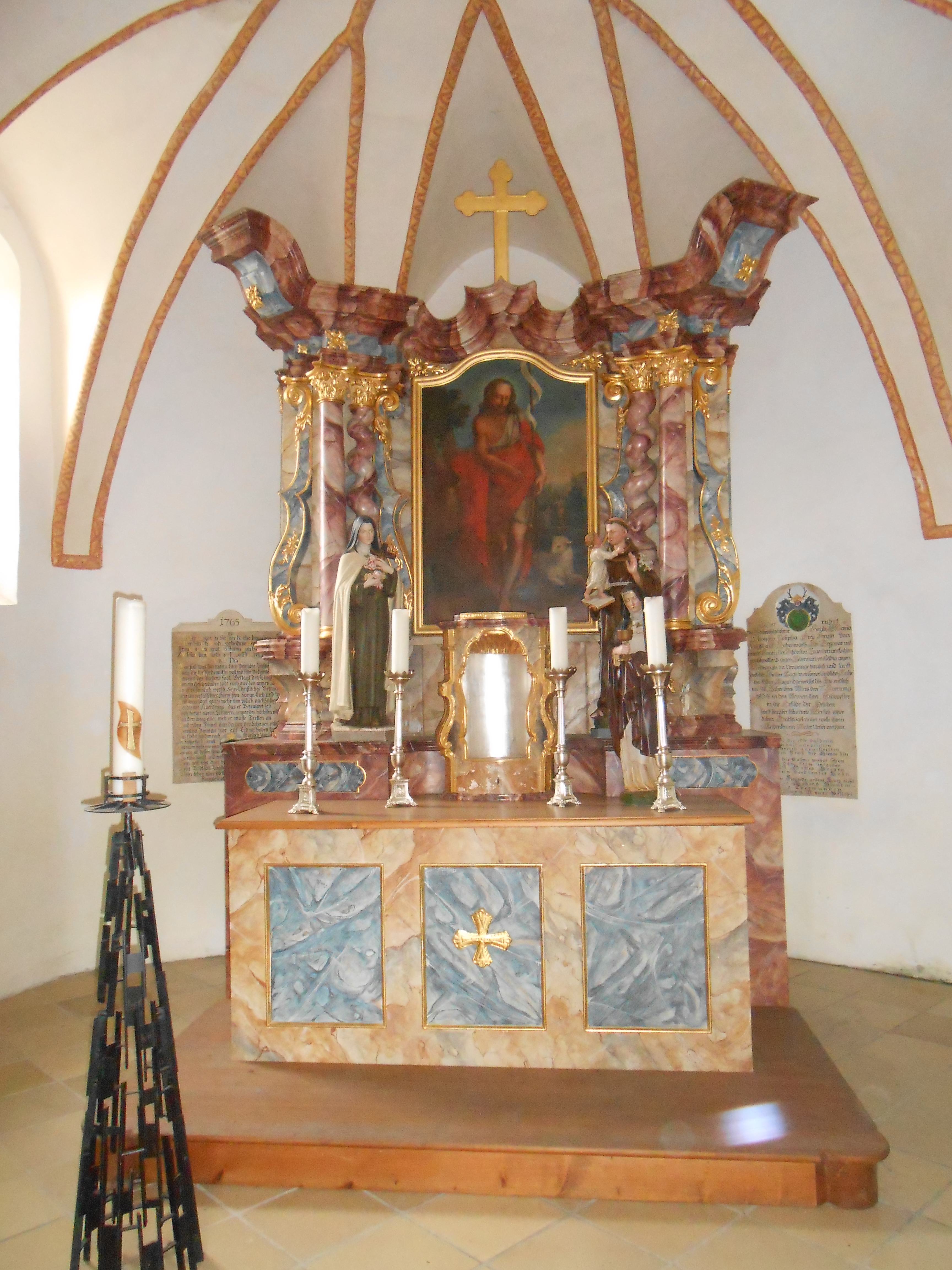

Hohenwarth ist eine Gemeinde im Oberpfälzer Landkreis Cham.

## Geografie

### Geografische Lage
Die Gemeinde liegt im Bayerischen Wald im Tal des Weißen Regens auf einer Höhe von 506 m ü. NHN zwischen dem Hohen Bogen (1079 m) nördlich und dem Kaitersberg (1133 m) südlich.

### Gemeindegliederung
Es gibt 19 Gemeindeteile (in Klammern ist der Siedlungstyp angegeben):
- Ansdorf (Dorf)
- Gotzendorf (Dorf)
- Haselmühle (Weiler)
- Haselstauden (Einöde)
- Hohenwarth (Pfarrdorf)
- Höll (Weiler)
- Hudlach (Einöde)
- Hundzell (Dorf)
- Lutzenmühle (Weiler)
- Oberzettling (Dorf)
- Ponholz (Weiler)
- Ribenzing (Weiler)
- Rosenau (Einöde)
- Simmereinöd (Einöde)
- Simpering (Dorf)
- Thenhof (Dorf)
- Thening (Dorf)
- Unterzettling (Dorf)
- Watzlsteg (Einöde)

Es gibt die Gemarkungen Ansdorf, Gotzendorf und Hohenwarth. Seit Auflösung der Gemeinde Gotzendorf (1. Januar 1972) wird die Gemarkung Gotzendorf mit der Nachbargemeinde Rimbach geteilt.

## Geschichte

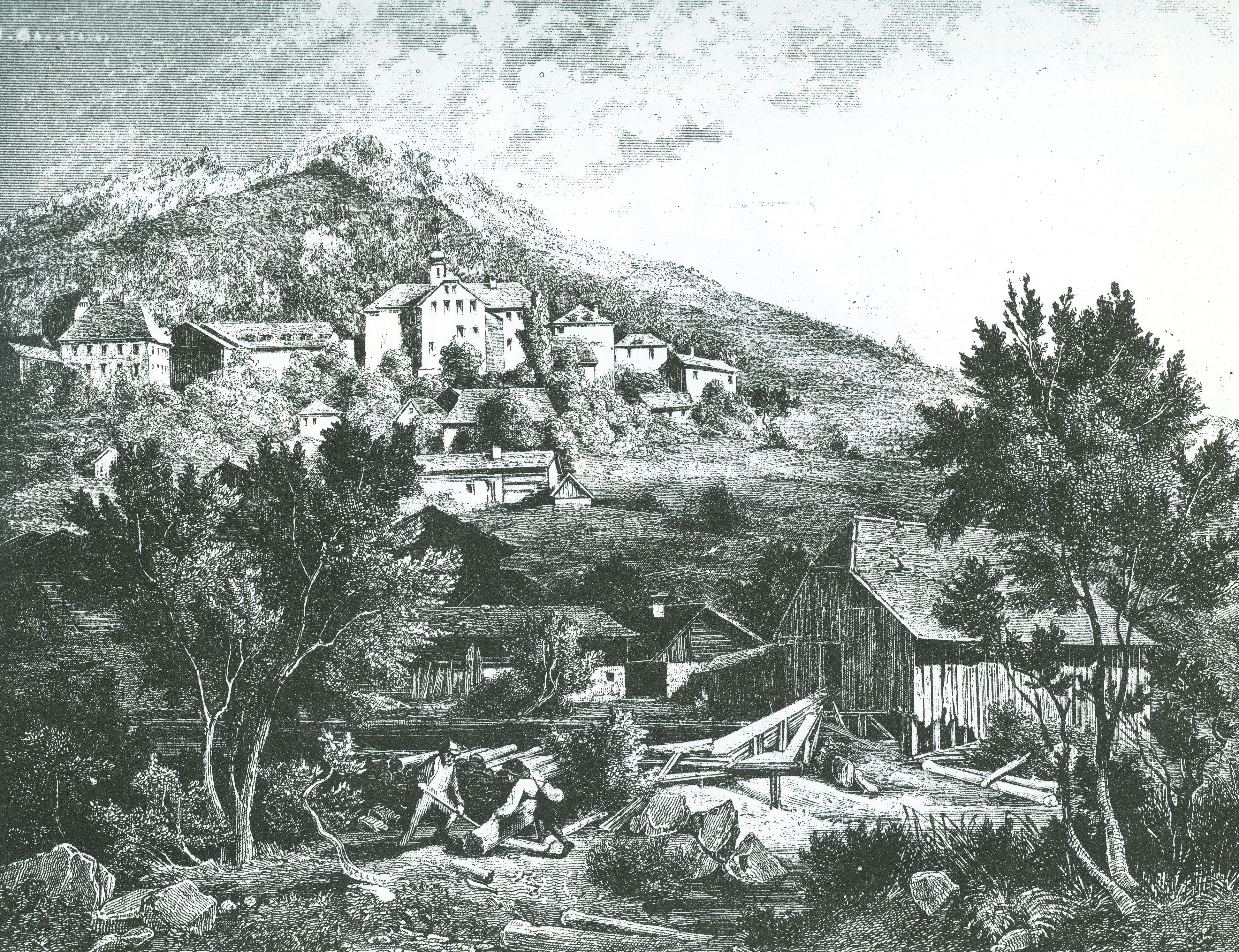
Hohenwarth um 1846

### Bis zur Gemeindegründung
Hohenwarth wird zum ersten Mal um 1180 in einer Urkunde des Klosters Reichenbach erwähnt. Nach 1280 war das Gebiet im Besitz der Hohenwarther. 1402 entstand eine geschlossene Hofmark mit vielen Rechten, ebenfalls ist erstmals eine Kirche erwähnt. In der Mitte des Jahrhunderts wurde eine Burg erbaut, die um 1550 aber schon Ruine war.
Hans der Hohenwarther übergab Anfang des 15. Jahrhunderts den Besitz an das Kloster Rott. Etwas später fiel Hohenwarth an die Notthafft, von denen es 1549 die Eyb erwarben. 1589 ließ Ludwig von Eyb die jetzige alte Kirche bauen.
Die Hofmark ging im 17. Jh. an die Kädinger, dann die Reittorner, vorübergehend die Gemmel und schließlich an die Poyßl über. Nach dem Dreißigjährigen Krieg wurde von etwa 1650 bis 1655 das Schloss Hohenwarth gebaut. 1818 entstand die heutige politische Gemeinde. 1848 wurde das Patrimonialgericht aufgehoben. Das Schloss, zuletzt im Besitz der Hafenbrädl, ging in bürgerliche Hände über.

### 19. und 20. Jahrhundert
Im Jahr 1860 wurde die 1922 zur Pfarrkirche erhobene Kirche St. Johannes erbaut. Von 1978 bis 1980 war die Gemeinde Mitglied der Verwaltungsgemeinschaft Grafenwiesen.

### Eingemeindungen
Im Zuge der Gebietsreform in Bayern wurde am 1. Januar 1972 wurden die Gemeinde Ansdorf und Teile der Gemeinde Gotzendorf eingegliedert.

### Einwohnerentwicklung
Zwischen 1988 und 2018 sank die Einwohnerzahl von 2124 auf 1912 um 212 Einwohner bzw. um 10 %.

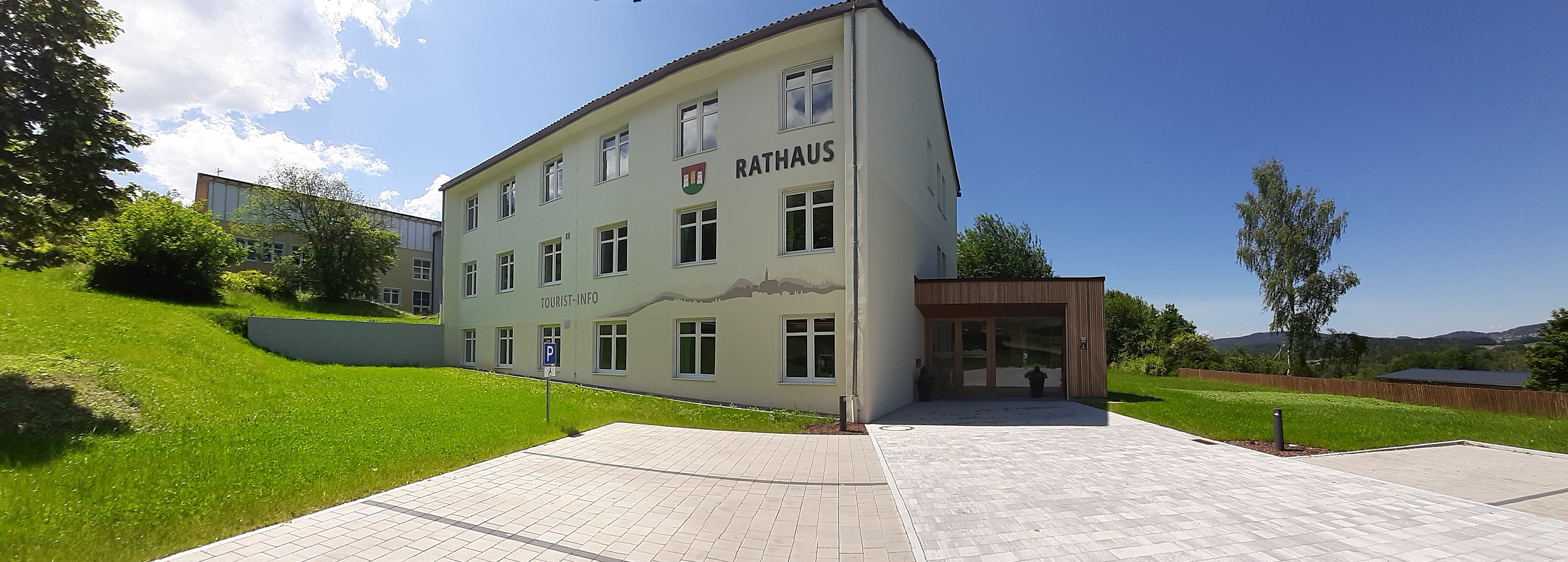
Das Rathaus von Hohenwarth

- 1961: 1854 Einwohner
- 1970: 1904 Einwohner
- 1987: 2129 Einwohner
- 1991: 2236 Einwohner
- 1995: 2207 Einwohner
- 2000: 2182 Einwohner
- 2005: 2101 Einwohner
- 2010: 2008 Einwohner
- 2015: 1887 Einwohner
- 2020: 1921 Einwohner

## Politik

### Bürgermeister
Erster Bürgermeister ist seit Juli 2003 Franz Xaver Gmach. Dieser wurde zuletzt am 15. März 2020 mit 87,6 % der Stimmen für weitere sechs Jahre gewählt.

### Gemeinderat
Bei der Wahl am 15. März 2020 erreichten die Wahlvorschläge von CSU-FWG und der Wählergruppe „Bürger der Großgemeinde“ jeweils sechs Sitze.

### Wappen
| Wappen von Hohenwarth (Landkreis Cham) | Blasonierung: „In Rot auf grünem Dreiberg zwischen zwei silbernen Kirchtürmen mit blauen Spitzdach ein goldener Zinnenturm.“ |
| Wappen von Hohenwarth (Landkreis Cham) | Wappenbegründung: Der goldene Zinnenturm erinnert an die Feste Hohenwarth, die zur Sicherung der Straße nach Böhmen an diesem, wie der Ortsname mitteilt, hoch gelegenen Aussichtspunkt errichtet wurde. Das (wohl den Grafen von Bogen zuzuordnende) Ministerialengeschlecht der Hohenwarther hatte vom 12. bis zum 14. Jahrhundert seinen Sitz im Ort. Die beiden silbernen Kirchtürme verweisen auf das Kloster Rott am Inn, das seit dem 15. Jahrhundert als Lehensherr der Hohenwarther Burg nachweisbar ist. Dieses Wappen wird seit 1982 geführt. |

## Kultur und Sehenswürdigkeiten

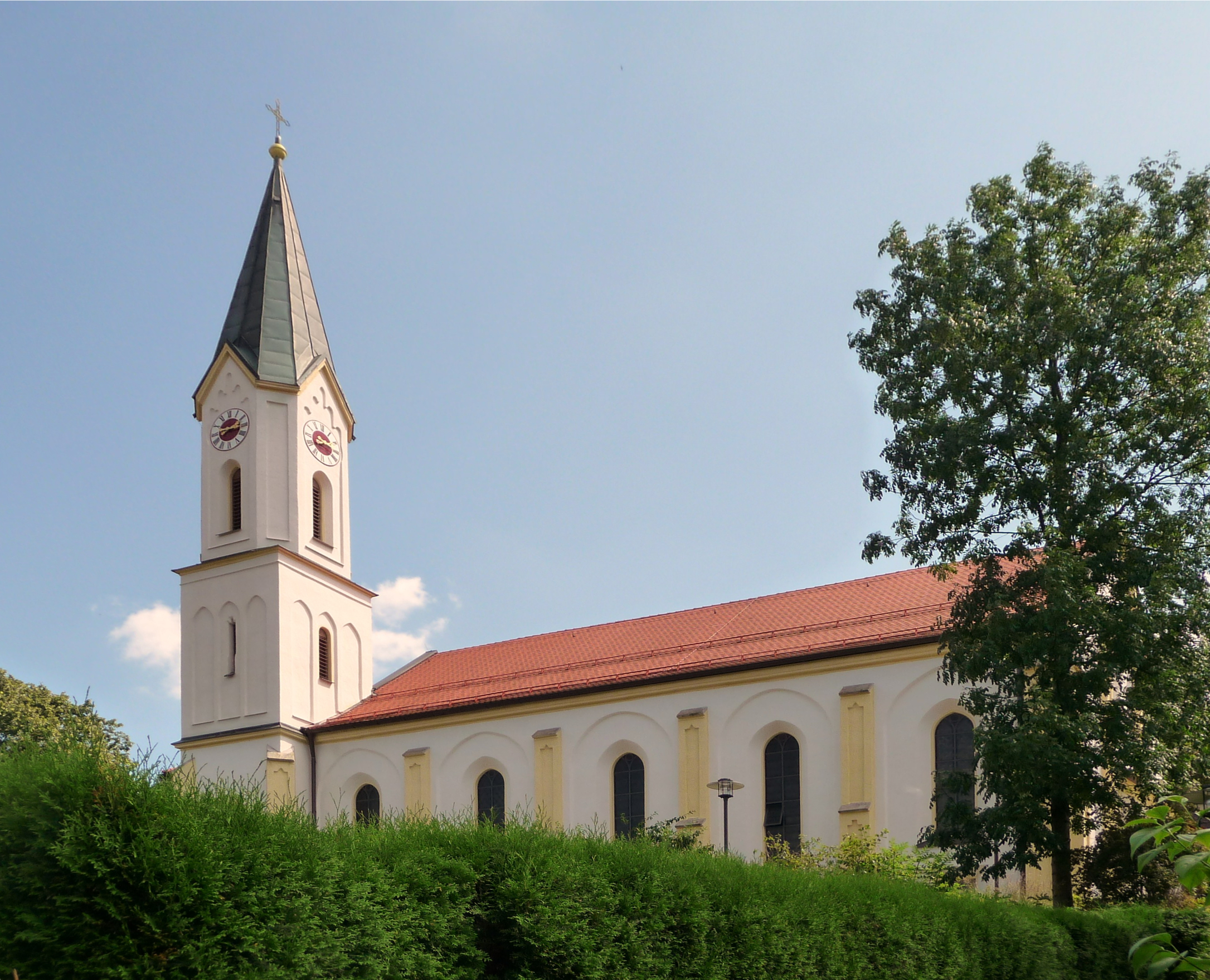
Pfarrkirche St. Johannes

- Die Pfarrkirche Sankt Johannes Baptist wurde 1860 bis 1862 im neugotischen Stil erbaut und besitzt eine reiche neugotische Ausstattung. An den Seitenwänden zieht sich um den Hochaltar herum in Fensterhöhe ein gemalter Teppich.
- Die alte Kirche (Schlosskapelle bzw. Friedhofskapelle) wurde 1589 fertiggestellt. Von der spätgotischen Anlage blieb nur der Chor erhalten. Sie hat einen barocken Altar des frühen 18. Jahrhunderts, aus dem auch einige Grabsteine stammen.
- Die Hussitenkapelle hat ihren Ursprung möglicherweise in der Zeit der Hussitenkriege.
- Das Schloss, heute Schlossgaststätte Vogl, entstand auf der Grundlage eines Vorgängerbaues in den Jahren 1650 bis 1655. Die Anlage besteht aus vier Flügeln um einen Hof. Die Brauerei wurde 1969 aufgegeben.
- „Heigl-Linde“, Naturdenkmal aus dem Dreißigjährigen Krieg. Unterschlupf des Michael Heigl, genannt der Räuber Heigl, vor seinen Verfolgern.

## Bodendenkmäler
- Burgstall Wachsteinfelsen

## Wirtschaft einschließlich Land- und Forstwirtschaft
2017 gab es in der Gemeinde 222 sozialversicherungspflichtige Arbeitsplätze. Von der Wohnbevölkerung standen 749 Personen in einem versicherungspflichtigen Beschäftigungsverhältnis. Damit war die Zahl der Auspendler um 527 Personen größer als die der Einpendler. 41 Einwohner waren arbeitslos. 2016 gab es 28 landwirtschaftliche Betriebe; von der Gemeindefläche wurden 587 Hektar landwirtschaftlich genutzt.
Im Gemeindeteil Simpering befindet sich ein neues Gewerbegebiet.
Der Ort Hohenwarth ist ein staatlich anerkannter Erholungsort mit 17 gewerblichen und privaten Betrieben; die Statistik von 2017 weist sieben Betriebe mit zehn und mehr Gästebetten aus, die 43.429 Übernachtungen verzeichneten.

## Verkehr

### Straßenverkehr
Hohenwarth liegt an der Staatsstraße 2138, die von Lam nach Bad Kötzting führt (zwischen Arrach und Grafenwiesen).

### Eisenbahnverkehr
Hohenwarth liegt an der Bahnstrecke Lam – Bad Kötzting – Cham, die von der Oberpfalzbahn betrieben wird; auf dem Gebiet von Hohenwarth liegen die Haltepunkte Hohenwarth sowie Hohenwarth Campingplatz.

## Bildung
Es gibt folgende Einrichtungen:
- Kindertageseinrichtung mit 67 Plätzen und 61 Kindern (Stand 1. März 2018)
- Grundschule Hohenwarth-Grafenwiesen mit 79 Schülern in vier Klassen (Schuljahr 2018/19)[7]

## Söhne und Töchter der Gemeinde
- Heinrich Brandl (1885–1951), Politiker (BVP), Reichstagsabgeordneter
- Oswald Fritz (1900–1963), Heimatschriftsteller und Rektor in Hohenwarth